# Coelioxys cisnerosi
Coelioxys cisnerosi là một loài Hymenoptera trong họ Megachilidae. Loài này được Cockerell mô tả khoa học năm 1949.